# Hel (poluotok)
Poluotok Hel (polj. Mierzeja Helska, Półwysep Helski ; kašupski: Hélskô Sztremlëzna; njem. Halbinsel Hela ili Putziger Nehrung) je 35 km dugačak poluotok, odnosno pješčani sprud, u sjevernoj Poljskoj koji odvaja Pucki zaljev od otvorenog Baltičkog mora. Nalazi se u okrugu Puck u Pomeranskom vojvodstvu.

## Ime
Ime poluotoka moglo bi potjecati ili od staropoljske riječi hyl / hel, što znači "prazno ili izloženo mjesto", ili od germanske riječi heel, koja je izvedena iz oblika poluotoka i činjenice da je ovo područje prvi naselio Goti, istočnogermansko pleme.

## Geografija
Širina poluotoka varira od otprilike 300 metara kod Jurate do 100 metara u najužem dijelu do preko 3 km na vrhu. Budući da je poluotok u potpunosti građen od pijeska, često ga zimske oluje pretvaraju u otok. Sve do 17. stoljeća poluotok je bio lanac otoka koji su samo ljeti činili kopneni pojas.
Cesta i željeznička pruga vode duž poluotoka od kopna do grada na najudaljenijoj točki, Hela, popularnog turističkog odredišta. Ostali gradovi, luke i turistička mjesta su Jurata, Jastarnia, Kuźnica, Chałupy i Władysławowo.
Autobusni prijevoz na poluotoku sastoji se od samo jedne rute, 666. Numeriranje rute, koje se oslanja na biblijski broj zvijeri i sličnost engleske riječi eng. Hell – pakao, izazvalo je pritužbe katoličkih skupina koje su numeriranje smatrale bogohulnim.

## Vojni značaj
Poluotok Hel (njemački: Hela) bio je dio Pruske, a zatim Njemačke od 1772. do 1919. godine. Nakon što je poluotok nakon Prvog svjetskog rata postao dijelom Druge Poljske Republike, dobio je veliki vojni značaj (Poljski koridor) i pretvoren je u utvrđenu regiju s garnizonom od oko 3000 ljudi. Tijekom bitke za Hel 1939. poljske su snage u jednom trenutku minirale poluotok i pretvorile ga u otok.
Tijekom godina njemačke okupacije Poljske (1939. – 1945.), obrana poluotoka Hel je dodatno proširena, a baterija od tri 40,6 cm SK C/34 topa je konstruirana, ali su topovi ubrzo premješteni na Atlantski zid u okupiranoj Francuskoj. Poluotok Hel ostao je u njemačkim rukama do kraja Drugog svjetskog rata, kada su se obrambene snage predale 14. svibnja 1945., šest dana nakon što je Njemačka kapitulirala.
Nakon rata, kada je poluotok ponovno postao dijelom Poljske, nastavio je imati vojni značaj, a velik dio njegovog područja bio je rezerviran za vojnu upotrebu. Dodatne topovske baterije izgrađene su 1940-ih i 1950-ih. Mnoge utvrde i baterije danas su otvorene za turiste, ali neka područja poluotoka još uvijek pripadaju poljskim oružanim snagama.

## Galerija
- Poluotok Hel gledan iz Władysławowo
- Drvena kuća iz oko 1850., danas restoran
- Kitesurfing, poluotok Hel
- Tuljan na Oceanografskom institutu
- Hel
- Jastarnia
- Kuźnica
- Chalupy

## Vanjske poveznice
|  | Zajednički poslužitelj ima još gradiva o temi Hel (poluotok) |